# U20-världsmästerskapet i fotboll för damer 2008
U20-världsmästerskapet i fotboll för damer 2008 hölls i Chile mellan den 19 november och 7 december 2008. Detta var fjärde gången Fifa anordnade turneringen. Turneringen bestod av 16 lag. Vinnare blev USA, som därmed tog sin andra titel.

## Gruppspel

### Grupp A
| Nr | Lag         | S | V | O | F | GM | IM | MS | P |
| -- | ----------- | - | - | - | - | -- | -- | -- | - |
| 1  | Nigeria     | 3 | 2 | 1 | 0 | 6  | 3  | +3 | 7 |
| 2  | England     | 3 | 1 | 2 | 0 | 4  | 2  | +2 | 5 |
| 3  | Nya Zeeland | 3 | 1 | 1 | 1 | 7  | 7  | 0  | 4 |
| 4  | Chile       | 3 | 0 | 0 | 3 | 3  | 8  | −5 | 0 |

|             | 19 november 2008 | Nya Zeeland           | 2 – 3           | Nigeria                                                   | Estadio Francisco Sánchez Rumoroso | |
| 15:00 UTC−3 | 15:00 UTC−3      | Ria Percival 42′, 52′ | (1 – 2) Rapport | 31′ Sarah Michael 35′ Ogonna Chukwudi 90+2′ Rita Chikwelu | Coquimbo Publik: 15 045<refname="Rapport">{{Webbref\|url=https://www.fifa.com/mm/document/afdeveloping/technicaldevp/01/02/16/29/reportfwu20wcchile08_0 226,pdf\|titel=FIFATechnicalReport\|datum=\|hämtdatum=18november2 018\|utgivare=Fifa.com\|sid=43−51\|språk=engelska\|arkivurl=https://web.archive.org/web/20 160 305 102 328/https://www.fifa.com/mm/document/afdeveloping/technicaldevp/01/02/16/29/reportfwu20wcchile08_0 226,pdf\|arkivdatum=5mars2 016}}</ref> Domare: Tanja Schett (Österrike) | Coquimbo Publik: 15 045<refname="Rapport">{{Webbref\|url=https://www.fifa.com/mm/document/afdeveloping/technicaldevp/01/02/16/29/reportfwu20wcchile08_0 226,pdf\|titel=FIFATechnicalReport\|datum=\|hämtdatum=18november2 018\|utgivare=Fifa.com\|sid=43−51\|språk=engelska\|arkivurl=https://web.archive.org/web/20 160 305 102 328/https://www.fifa.com/mm/document/afdeveloping/technicaldevp/01/02/16/29/reportfwu20wcchile08_0 226,pdf\|arkivdatum=5mars2 016}}</ref> Domare: Tanja Schett (Österrike) |
| 15:00 UTC−3 | 15:00 UTC−3      |                       |                 |                                                           | Coquimbo Publik: 15 045<refname="Rapport">{{Webbref\|url=https://www.fifa.com/mm/document/afdeveloping/technicaldevp/01/02/16/29/reportfwu20wcchile08_0 226,pdf\|titel=FIFATechnicalReport\|datum=\|hämtdatum=18november2 018\|utgivare=Fifa.com\|sid=43−51\|språk=engelska\|arkivurl=https://web.archive.org/web/20 160 305 102 328/https://www.fifa.com/mm/document/afdeveloping/technicaldevp/01/02/16/29/reportfwu20wcchile08_0 226,pdf\|arkivdatum=5mars2 016}}</ref> Domare: Tanja Schett (Österrike) | Coquimbo Publik: 15 045<refname="Rapport">{{Webbref\|url=https://www.fifa.com/mm/document/afdeveloping/technicaldevp/01/02/16/29/reportfwu20wcchile08_0 226,pdf\|titel=FIFATechnicalReport\|datum=\|hämtdatum=18november2 018\|utgivare=Fifa.com\|sid=43−51\|språk=engelska\|arkivurl=https://web.archive.org/web/20 160 305 102 328/https://www.fifa.com/mm/document/afdeveloping/technicaldevp/01/02/16/29/reportfwu20wcchile08_0 226,pdf\|arkivdatum=5mars2 016}}</ref> Domare: Tanja Schett (Österrike) |
| 15:00 UTC−3 | 15:00 UTC−3      |                       |                 |                                                           | Coquimbo Publik: 15 045<refname="Rapport">{{Webbref\|url=https://www.fifa.com/mm/document/afdeveloping/technicaldevp/01/02/16/29/reportfwu20wcchile08_0 226,pdf\|titel=FIFATechnicalReport\|datum=\|hämtdatum=18november2 018\|utgivare=Fifa.com\|sid=43−51\|språk=engelska\|arkivurl=https://web.archive.org/web/20 160 305 102 328/https://www.fifa.com/mm/document/afdeveloping/technicaldevp/01/02/16/29/reportfwu20wcchile08_0 226,pdf\|arkivdatum=5mars2 016}}</ref> Domare: Tanja Schett (Österrike) | Coquimbo Publik: 15 045<refname="Rapport">{{Webbref\|url=https://www.fifa.com/mm/document/afdeveloping/technicaldevp/01/02/16/29/reportfwu20wcchile08_0 226,pdf\|titel=FIFATechnicalReport\|datum=\|hämtdatum=18november2 018\|utgivare=Fifa.com\|sid=43−51\|språk=engelska\|arkivurl=https://web.archive.org/web/20 160 305 102 328/https://www.fifa.com/mm/document/afdeveloping/technicaldevp/01/02/16/29/reportfwu20wcchile08_0 226,pdf\|arkivdatum=5mars2 016}}</ref> Domare: Tanja Schett (Österrike) |

|             | 19 november 2008 | Chile | 0 – 2           | England                            | Estadio Francisco Sánchez Rumoroso                                         |                                                                            |
| 21:00 UTC−3 | 21:00 UTC−3      |       | (0 – 0) Rapport | 54′ Brooke Chaplen 79′ Toni Duggan | Coquimbo Publik: 15 045<refname="Rapport"/> Domare: Jennifer Bennett (USA) | Coquimbo Publik: 15 045<refname="Rapport"/> Domare: Jennifer Bennett (USA) |
| 21:00 UTC−3 | 21:00 UTC−3      |       |                 |                                    | Coquimbo Publik: 15 045<refname="Rapport"/> Domare: Jennifer Bennett (USA) | Coquimbo Publik: 15 045<refname="Rapport"/> Domare: Jennifer Bennett (USA) |
| 21:00 UTC−3 | 21:00 UTC−3      |       |                 |                                    | Coquimbo Publik: 15 045<refname="Rapport"/> Domare: Jennifer Bennett (USA) | Coquimbo Publik: 15 045<refname="Rapport"/> Domare: Jennifer Bennett (USA) |

|             | 22 november 2008 | Nigeria        | 1 – 1           | England             | Estadio Francisco Sánchez Rumoroso                                              |                                                                                 |
| 18:00 UTC−3 | 18:00 UTC−3      | Ebere Orji 71′ | (0 – 1) Rapport | 45+1′ Natasha Dowie | Coquimbo Publik: 16 324<refname="Rapport"/> Domare: Carol Anne Chenard (Kanada) | Coquimbo Publik: 16 324<refname="Rapport"/> Domare: Carol Anne Chenard (Kanada) |
| 18:00 UTC−3 | 18:00 UTC−3      |                |                 |                     | Coquimbo Publik: 16 324<refname="Rapport"/> Domare: Carol Anne Chenard (Kanada) | Coquimbo Publik: 16 324<refname="Rapport"/> Domare: Carol Anne Chenard (Kanada) |
| 18:00 UTC−3 | 18:00 UTC−3      |                |                 |                     | Coquimbo Publik: 16 324<refname="Rapport"/> Domare: Carol Anne Chenard (Kanada) | Coquimbo Publik: 16 324<refname="Rapport"/> Domare: Carol Anne Chenard (Kanada) |

|             | 22 november 2008 | Chile                                                     | 3 – 4           | Nya Zeeland                                      | Estadio Francisco Sánchez Rumoroso                                            |                                                                               |
| 21:00 UTC−3 | 21:00 UTC−3      | María Mardones 50′ Daniela Pardo 83′ Daniela Zamora 90+2′ | (0 – 2) Rapport | 20′, 36′ (str.), 74′ Rosie White 66′ Renee Leota | Coquimbo Publik: 16 324<refname="Rapport"/> Domare: Érika Vargas (Costa Rica) | Coquimbo Publik: 16 324<refname="Rapport"/> Domare: Érika Vargas (Costa Rica) |
| 21:00 UTC−3 | 21:00 UTC−3      |                                                           |                 |                                                  | Coquimbo Publik: 16 324<refname="Rapport"/> Domare: Érika Vargas (Costa Rica) | Coquimbo Publik: 16 324<refname="Rapport"/> Domare: Érika Vargas (Costa Rica) |
| 21:00 UTC−3 | 21:00 UTC−3      |                                                           |                 |                                                  | Coquimbo Publik: 16 324<refname="Rapport"/> Domare: Érika Vargas (Costa Rica) | Coquimbo Publik: 16 324<refname="Rapport"/> Domare: Érika Vargas (Costa Rica) |

|             | 26 november 2008 | Nigeria                                    | 2 – 0           | Chile | Estadio Germán Becker                                                          |                                                                                |
| 19:00 UTC−3 | 19:00 UTC−3      | Javiera Guajardo 15′ (sjm.) Ebere Orji 41′ | (2 – 0) Rapport |       | Temuco Publik: 18 125<refname="Rapport"/> Domare: Bibiana Steinhaus (Tyskland) | Temuco Publik: 18 125<refname="Rapport"/> Domare: Bibiana Steinhaus (Tyskland) |
| 19:00 UTC−3 | 19:00 UTC−3      |                                            |                 |       | Temuco Publik: 18 125<refname="Rapport"/> Domare: Bibiana Steinhaus (Tyskland) | Temuco Publik: 18 125<refname="Rapport"/> Domare: Bibiana Steinhaus (Tyskland) |
| 19:00 UTC−3 | 19:00 UTC−3      |                                            |                 |       | Temuco Publik: 18 125<refname="Rapport"/> Domare: Bibiana Steinhaus (Tyskland) | Temuco Publik: 18 125<refname="Rapport"/> Domare: Bibiana Steinhaus (Tyskland) |

|             | 26 november 2008 | England           | 1 – 1           | Nya Zeeland          | Estadio Bicentenario de La Florida                                        |                                                                           |
| 19:00 UTC−3 | 19:00 UTC−3      | Toni Duggan 90+4′ | (0 – 1) Rapport | 27′ Sarah McLaughlin | La Florida Publik: 8 661<refname="Rapport"/> Domare: Sachiko Baba (Japan) | La Florida Publik: 8 661<refname="Rapport"/> Domare: Sachiko Baba (Japan) |
| 19:00 UTC−3 | 19:00 UTC−3      |                   |                 |                      | La Florida Publik: 8 661<refname="Rapport"/> Domare: Sachiko Baba (Japan) | La Florida Publik: 8 661<refname="Rapport"/> Domare: Sachiko Baba (Japan) |
| 19:00 UTC−3 | 19:00 UTC−3      |                   |                 |                      | La Florida Publik: 8 661<refname="Rapport"/> Domare: Sachiko Baba (Japan) | La Florida Publik: 8 661<refname="Rapport"/> Domare: Sachiko Baba (Japan) |

### Grupp B
| Nr | Lag       | S | V | O | F | GM | IM | MS | P |
| -- | --------- | - | - | - | - | -- | -- | -- | - |
| 1  | USA       | 3 | 2 | 0 | 1 | 6  | 2  | +4 | 6 |
| 2  | Frankrike | 3 | 2 | 0 | 1 | 5  | 4  | +1 | 6 |
| 3  | Kina      | 3 | 1 | 1 | 1 | 2  | 2  | 0  | 4 |
| 4  | Argentina | 3 | 0 | 1 | 2 | 1  | 6  | −5 | 1 |

|             | 19 november 2008 | Kina | 0 – 0   | Argentina | Estadio Nelson Oyarzún Arenas                                            |                                                                          |
| 12:00 UTC−3 | 12:00 UTC−3      |      | Rapport |           | Chillán Publik: 4 300<refname="Rapport"/> Domare: Gyoengyi Gaal (Ungern) | Chillán Publik: 4 300<refname="Rapport"/> Domare: Gyoengyi Gaal (Ungern) |
| 12:00 UTC−3 | 12:00 UTC−3      |      |         |           | Chillán Publik: 4 300<refname="Rapport"/> Domare: Gyoengyi Gaal (Ungern) | Chillán Publik: 4 300<refname="Rapport"/> Domare: Gyoengyi Gaal (Ungern) |
| 12:00 UTC−3 | 12:00 UTC−3      |      |         |           | Chillán Publik: 4 300<refname="Rapport"/> Domare: Gyoengyi Gaal (Ungern) | Chillán Publik: 4 300<refname="Rapport"/> Domare: Gyoengyi Gaal (Ungern) |

|             | 19 november 2008 | Frankrike | 0 – 3           | USA                                    | Estadio Nelson Oyarzún Arenas                                                  |                                                                                |
| 15:00 UTC−3 | 15:00 UTC−3      |           | (0 – 0) Rapport | 53′ Alex Morgan 56′, 71′ Sydney Leroux | Chillán Publik: 4 300<refname="Rapport"/> Domare: Jacqui Melksham (Australien) | Chillán Publik: 4 300<refname="Rapport"/> Domare: Jacqui Melksham (Australien) |
| 15:00 UTC−3 | 15:00 UTC−3      |           |                 |                                        | Chillán Publik: 4 300<refname="Rapport"/> Domare: Jacqui Melksham (Australien) | Chillán Publik: 4 300<refname="Rapport"/> Domare: Jacqui Melksham (Australien) |
| 15:00 UTC−3 | 15:00 UTC−3      |           |                 |                                        | Chillán Publik: 4 300<refname="Rapport"/> Domare: Jacqui Melksham (Australien) | Chillán Publik: 4 300<refname="Rapport"/> Domare: Jacqui Melksham (Australien) |

|             | 22 november 2008 | USA                                    | 3 – 0           | Argentina | Estadio Nelson Oyarzún Arenas                                                 |                                                                               |
| 12:00 UTC−3 | 12:00 UTC−3      | Becky Edwards 11′ Alex Morgan 53′, 90′ | (1 – 0) Rapport |           | Chillán Publik: 7 590<refname="Rapport"/> Domare: Cristina Ionescu (Rumänien) | Chillán Publik: 7 590<refname="Rapport"/> Domare: Cristina Ionescu (Rumänien) |
| 12:00 UTC−3 | 12:00 UTC−3      |                                        |                 |           | Chillán Publik: 7 590<refname="Rapport"/> Domare: Cristina Ionescu (Rumänien) | Chillán Publik: 7 590<refname="Rapport"/> Domare: Cristina Ionescu (Rumänien) |
| 12:00 UTC−3 | 12:00 UTC−3      |                                        |                 |           | Chillán Publik: 7 590<refname="Rapport"/> Domare: Cristina Ionescu (Rumänien) | Chillán Publik: 7 590<refname="Rapport"/> Domare: Cristina Ionescu (Rumänien) |

|             | 22 november 2008 | Kina | 0 – 2           | Frankrike                                   | Estadio Nelson Oyarzún Arenas                                            |                                                                          |
| 15:00 UTC−3 | 15:00 UTC−3      |      | (0 – 0) Rapport | 70′ Marie-Laure Delie 87′ Eugénie Le Sommer | Chillán Publik: 7 590<refname="Rapport"/> Domare: Therese Sagno (Guinea) | Chillán Publik: 7 590<refname="Rapport"/> Domare: Therese Sagno (Guinea) |
| 15:00 UTC−3 | 15:00 UTC−3      |      |                 |                                             | Chillán Publik: 7 590<refname="Rapport"/> Domare: Therese Sagno (Guinea) | Chillán Publik: 7 590<refname="Rapport"/> Domare: Therese Sagno (Guinea) |
| 15:00 UTC−3 | 15:00 UTC−3      |      |                 |                                             | Chillán Publik: 7 590<refname="Rapport"/> Domare: Therese Sagno (Guinea) | Chillán Publik: 7 590<refname="Rapport"/> Domare: Therese Sagno (Guinea) |

|             | 26 november 2008 | USA | 0 – 2           | Kina                         | Estadio Germán Becker                                                      |                                                                            |
| 16:00 UTC−3 | 16:00 UTC−3      |     | (0 – 0) Rapport | 52′ Zhang Rui 58′ Liu Shukun | Temuco Publik: 18 125<refname="Rapport"/> Domare: Tanja Schett (Österrike) | Temuco Publik: 18 125<refname="Rapport"/> Domare: Tanja Schett (Österrike) |
| 16:00 UTC−3 | 16:00 UTC−3      |     |                 |                              | Temuco Publik: 18 125<refname="Rapport"/> Domare: Tanja Schett (Österrike) | Temuco Publik: 18 125<refname="Rapport"/> Domare: Tanja Schett (Österrike) |
| 16:00 UTC−3 | 16:00 UTC−3      |     |                 |                              | Temuco Publik: 18 125<refname="Rapport"/> Domare: Tanja Schett (Österrike) | Temuco Publik: 18 125<refname="Rapport"/> Domare: Tanja Schett (Österrike) |

|             | 26 november 2008 | Argentina       | 1 – 3           | Frankrike                                      | Estadio Bicentenario de La Florida                                               |                                                                                  |
| 16:00 UTC−3 | 16:00 UTC−3      | Sole Jaimes 42′ | (1 – 0) Rapport | 65′, 80′ Eugénie Le Sommer 90+3′ Julie Machart | La Florida Publik: 8 661<refname="Rapport"/> Domare: Carol Anne Chenard (Kanada) | La Florida Publik: 8 661<refname="Rapport"/> Domare: Carol Anne Chenard (Kanada) |
| 16:00 UTC−3 | 16:00 UTC−3      |                 |                 |                                                | La Florida Publik: 8 661<refname="Rapport"/> Domare: Carol Anne Chenard (Kanada) | La Florida Publik: 8 661<refname="Rapport"/> Domare: Carol Anne Chenard (Kanada) |
| 16:00 UTC−3 | 16:00 UTC−3      |                 |                 |                                                | La Florida Publik: 8 661<refname="Rapport"/> Domare: Carol Anne Chenard (Kanada) | La Florida Publik: 8 661<refname="Rapport"/> Domare: Carol Anne Chenard (Kanada) |

### Grupp C
| Nr | Lag            | S | V | O | F | GM | IM | MS  | P |
| -- | -------------- | - | - | - | - | -- | -- | --- | - |
| 1  | Japan          | 3 | 3 | 0 | 0 | 7  | 2  | +5  | 9 |
| 2  | Tyskland       | 3 | 2 | 0 | 1 | 8  | 3  | +5  | 6 |
| 3  | Kanada         | 3 | 1 | 0 | 2 | 5  | 4  | +1  | 3 |
| 4  | Kongo-Kinshasa | 3 | 0 | 0 | 3 | 1  | 12 | −11 | 0 |

|             | 20 november 2008 | Kanada | 0 – 2           | Japan                           | Estadio Bicentenario de La Florida                                                 |                                                                                    |
| 16:00 UTC−3 | 16:00 UTC−3      |        | (0 – 2) Rapport | 28′ Michi Goto 40′ Asuna Tanaka | La Florida Publik: 3 478<refname="Rapport"/> Domare: Alexandra Ihringova (England) | La Florida Publik: 3 478<refname="Rapport"/> Domare: Alexandra Ihringova (England) |
| 16:00 UTC−3 | 16:00 UTC−3      |        |                 |                                 | La Florida Publik: 3 478<refname="Rapport"/> Domare: Alexandra Ihringova (England) | La Florida Publik: 3 478<refname="Rapport"/> Domare: Alexandra Ihringova (England) |
| 16:00 UTC−3 | 16:00 UTC−3      |        |                 |                                 | La Florida Publik: 3 478<refname="Rapport"/> Domare: Alexandra Ihringova (England) | La Florida Publik: 3 478<refname="Rapport"/> Domare: Alexandra Ihringova (England) |

|             | 20 november 2008 | Kongo-Kinshasa | 0 – 5           | Tyskland                                                                                  | Estadio Bicentenario de La Florida                                               |                                                                                  |
| 19:00 UTC−3 | 19:00 UTC−3      |                | (0 – 3) Rapport | 7′, 90+1′ Kim Kulig 8′ Katharina Baunach 43′ Isabel Kerschowski 82′ (str.) Nicole Banecki | La Florida Publik: 3 478<refname="Rapport"/> Domare: Gabriela Bandeira (Uruguay) | La Florida Publik: 3 478<refname="Rapport"/> Domare: Gabriela Bandeira (Uruguay) |
| 19:00 UTC−3 | 19:00 UTC−3      |                |                 |                                                                                           | La Florida Publik: 3 478<refname="Rapport"/> Domare: Gabriela Bandeira (Uruguay) | La Florida Publik: 3 478<refname="Rapport"/> Domare: Gabriela Bandeira (Uruguay) |
| 19:00 UTC−3 | 19:00 UTC−3      |                |                 |                                                                                           | La Florida Publik: 3 478<refname="Rapport"/> Domare: Gabriela Bandeira (Uruguay) | La Florida Publik: 3 478<refname="Rapport"/> Domare: Gabriela Bandeira (Uruguay) |

|             | 23 november 2008 | Tyskland               | 1 – 2           | Japan                             | Estadio Bicentenario de La Florida                                        |                                                                           |
| 18:00 UTC−3 | 18:00 UTC−3      | Isabel Kerschowski 61′ | (0 – 1) Rapport | 41′ Kie Koyama 83′ Asano Nagasato | La Florida Publik: 7 482<refname="Rapport"/> Domare: Bentla Coth (Indien) | La Florida Publik: 7 482<refname="Rapport"/> Domare: Bentla Coth (Indien) |
| 18:00 UTC−3 | 18:00 UTC−3      |                        |                 |                                   | La Florida Publik: 7 482<refname="Rapport"/> Domare: Bentla Coth (Indien) | La Florida Publik: 7 482<refname="Rapport"/> Domare: Bentla Coth (Indien) |
| 18:00 UTC−3 | 18:00 UTC−3      |                        |                 |                                   | La Florida Publik: 7 482<refname="Rapport"/> Domare: Bentla Coth (Indien) | La Florida Publik: 7 482<refname="Rapport"/> Domare: Bentla Coth (Indien) |

|             | 23 november 2008 | Kanada                                                                           | 4 – 0           | Kongo-Kinshasa | Estadio Bicentenario de La Florida                                          |                                                                             |
| 21:00 UTC−3 | 21:00 UTC−3      | Loredana Riverso 1′ Monica Lam-Feist 40′ Jonelle Filigno 77′ Julie Armstrong 90′ | (2 – 0) Rapport |                | La Florida Publik: 7 482<refname="Rapport"/> Domare: Gyoengyi Gaal (Ungern) | La Florida Publik: 7 482<refname="Rapport"/> Domare: Gyoengyi Gaal (Ungern) |
| 21:00 UTC−3 | 21:00 UTC−3      |                                                                                  |                 |                | La Florida Publik: 7 482<refname="Rapport"/> Domare: Gyoengyi Gaal (Ungern) | La Florida Publik: 7 482<refname="Rapport"/> Domare: Gyoengyi Gaal (Ungern) |
| 21:00 UTC−3 | 21:00 UTC−3      |                                                                                  |                 |                | La Florida Publik: 7 482<refname="Rapport"/> Domare: Gyoengyi Gaal (Ungern) | La Florida Publik: 7 482<refname="Rapport"/> Domare: Gyoengyi Gaal (Ungern) |

|             | 27 november 2008 | Tyskland                                | 2 – 1           | Kanada               | Estadio Francisco Sánchez Rumoroso                                               |                                                                                  |
| 19:00 UTC−3 | 19:00 UTC−3      | Erin McNulty 77′ (sjm.) Lisa Schwab 90′ | (0 – 0) Rapport | 81′ Monica Lam-Feist | Coquimbo Publik: 14 048<refname="Rapport"/> Domare: Jacqui Melksham (Australien) | Coquimbo Publik: 14 048<refname="Rapport"/> Domare: Jacqui Melksham (Australien) |
| 19:00 UTC−3 | 19:00 UTC−3      |                                         |                 |                      | Coquimbo Publik: 14 048<refname="Rapport"/> Domare: Jacqui Melksham (Australien) | Coquimbo Publik: 14 048<refname="Rapport"/> Domare: Jacqui Melksham (Australien) |
| 19:00 UTC−3 | 19:00 UTC−3      |                                         |                 |                      | Coquimbo Publik: 14 048<refname="Rapport"/> Domare: Jacqui Melksham (Australien) | Coquimbo Publik: 14 048<refname="Rapport"/> Domare: Jacqui Melksham (Australien) |

|             | 27 november 2008 | Japan                                                      | 3 – 1           | Kongo-Kinshasa | Estadio Nelson Oyarzún Arenas                                                 |                                                                               |
| 19:00 UTC−3 | 19:00 UTC−3      | Nanu Mafuala 4′ (sjm.) Konomi Ataeyama 10′ Rumi Utsugi 78′ | (2 – 1) Rapport | 6′ Oliva Amani | Chillán Publik: 6 200<refname="Rapport"/> Domare: Cristina Ionescu (Rumänien) | Chillán Publik: 6 200<refname="Rapport"/> Domare: Cristina Ionescu (Rumänien) |
| 19:00 UTC−3 | 19:00 UTC−3      |                                                            |                 |                | Chillán Publik: 6 200<refname="Rapport"/> Domare: Cristina Ionescu (Rumänien) | Chillán Publik: 6 200<refname="Rapport"/> Domare: Cristina Ionescu (Rumänien) |
| 19:00 UTC−3 | 19:00 UTC−3      |                                                            |                 |                | Chillán Publik: 6 200<refname="Rapport"/> Domare: Cristina Ionescu (Rumänien) | Chillán Publik: 6 200<refname="Rapport"/> Domare: Cristina Ionescu (Rumänien) |

### Grupp D
| Nr | Lag       | S | V | O | F | GM | IM | MS  | P |
| -- | --------- | - | - | - | - | -- | -- | --- | - |
| 1  | Brasilien | 3 | 3 | 0 | 0 | 11 | 2  | +9  | 9 |
| 2  | Nordkorea | 3 | 2 | 0 | 1 | 10 | 6  | +4  | 6 |
| 3  | Norge     | 3 | 1 | 0 | 2 | 4  | 7  | −3  | 3 |
| 4  | Mexiko    | 3 | 0 | 0 | 3 | 2  | 12 | −10 | 0 |

|             | 20 november 2008 | Mexiko           | 1 – 2           | Norge                                           | Estadio Germán Becker                                                  |                                                                        |
| 16:00 UTC−3 | 16:00 UTC−3      | Dinora Garza 28′ | (1 – 1) Rapport | 26′ Marita Skammelsrud Lund 76′ Ida Elise Enget | Temuco Publik: 12 500<refname="Rapport"/> Domare: Sachiko Baba (Japan) | Temuco Publik: 12 500<refname="Rapport"/> Domare: Sachiko Baba (Japan) |
| 16:00 UTC−3 | 16:00 UTC−3      |                  |                 |                                                 | Temuco Publik: 12 500<refname="Rapport"/> Domare: Sachiko Baba (Japan) | Temuco Publik: 12 500<refname="Rapport"/> Domare: Sachiko Baba (Japan) |
| 16:00 UTC−3 | 16:00 UTC−3      |                  |                 |                                                 | Temuco Publik: 12 500<refname="Rapport"/> Domare: Sachiko Baba (Japan) | Temuco Publik: 12 500<refname="Rapport"/> Domare: Sachiko Baba (Japan) |

|             | 20 november 2008 | Brasilien                                                        | 3 – 2           | Nordkorea                       | Estadio Germán Becker                                                          |                                                                                |
| 19:00 UTC−3 | 19:00 UTC−3      | Janaína Queiroz Cavalcante 45+2′ Érika 48′ Francielle 66′ (str.) | (1 – 1) Rapport | 30′ Ri Ye-gyong 90′ Ri Un-hyang | Temuco Publik: 12 500<refname="Rapport"/> Domare: Bibiana Steinhaus (Tyskland) | Temuco Publik: 12 500<refname="Rapport"/> Domare: Bibiana Steinhaus (Tyskland) |
| 19:00 UTC−3 | 19:00 UTC−3      |                                                                  |                 |                                 | Temuco Publik: 12 500<refname="Rapport"/> Domare: Bibiana Steinhaus (Tyskland) | Temuco Publik: 12 500<refname="Rapport"/> Domare: Bibiana Steinhaus (Tyskland) |
| 19:00 UTC−3 | 19:00 UTC−3      |                                                                  |                 |                                 | Temuco Publik: 12 500<refname="Rapport"/> Domare: Bibiana Steinhaus (Tyskland) | Temuco Publik: 12 500<refname="Rapport"/> Domare: Bibiana Steinhaus (Tyskland) |

|             | 23 november 2008 | Nordkorea                          | 3 – 2           | Norge                      | Estadio Germán Becker                                                    |                                                                          |
| 12:00 UTC−3 | 12:00 UTC−3      | Ri Ye-gyong 17′ Ra Un-sim 29′, 64′ | (2 – 0) Rapport | 52′, 59′ Isabell Herlovsen | Temuco Publik: 13 080<refname="Rapport"/> Domare: Jennifer Bennett (USA) | Temuco Publik: 13 080<refname="Rapport"/> Domare: Jennifer Bennett (USA) |
| 12:00 UTC−3 | 12:00 UTC−3      |                                    |                 |                            | Temuco Publik: 13 080<refname="Rapport"/> Domare: Jennifer Bennett (USA) | Temuco Publik: 13 080<refname="Rapport"/> Domare: Jennifer Bennett (USA) |
| 12:00 UTC−3 | 12:00 UTC−3      |                                    |                 |                            | Temuco Publik: 13 080<refname="Rapport"/> Domare: Jennifer Bennett (USA) | Temuco Publik: 13 080<refname="Rapport"/> Domare: Jennifer Bennett (USA) |

|             | 23 november 2008 | Mexiko | 0 – 5           | Brasilien | Estadio Germán Becker                                                           |                                                                                 |
| 15:00 UTC−3 | 15:00 UTC−3      |        | (0 – 2) Rapport | 4′ Pamela Faria da Silva Lima 40′ Francielle 68′ Daiane Moretti 90+4′ Ketlen Wiggers 90+5′ (sjm.) Wendoline Ortiz | Temuco Publik: 13 080<refname="Rapport"/> Domare: Alexandra Ihringova (England) | Temuco Publik: 13 080<refname="Rapport"/> Domare: Alexandra Ihringova (England) |
| 15:00 UTC−3 | 15:00 UTC−3      |        |                 | | Temuco Publik: 13 080<refname="Rapport"/> Domare: Alexandra Ihringova (England) | Temuco Publik: 13 080<refname="Rapport"/> Domare: Alexandra Ihringova (England) |
| 15:00 UTC−3 | 15:00 UTC−3      |        |                 | | Temuco Publik: 13 080<refname="Rapport"/> Domare: Alexandra Ihringova (England) | Temuco Publik: 13 080<refname="Rapport"/> Domare: Alexandra Ihringova (England) |

|             | 27 november 2008 | Nordkorea                                                                    | 5 – 1           | Mexiko             | Estadio Nelson Oyarzún Arenas                                               |                                                                             |
| 16:00 UTC−3 | 16:00 UTC−3      | Ryom Su-Ok 9′ Pak Kuk-Hui 17′ Choe Un-ju 39′ Ri Hyon-suk 53′ Ri Ye-gyong 66′ | (3 – 0) Rapport | 84′ Charlyn Corral | Chillán Publik: 6 200<refname="Rapport"/> Domare: Carolina González (Chile) | Chillán Publik: 6 200<refname="Rapport"/> Domare: Carolina González (Chile) |
| 16:00 UTC−3 | 16:00 UTC−3      |                                                                              |                 |                    | Chillán Publik: 6 200<refname="Rapport"/> Domare: Carolina González (Chile) | Chillán Publik: 6 200<refname="Rapport"/> Domare: Carolina González (Chile) |
| 16:00 UTC−3 | 16:00 UTC−3      |                                                                              |                 |                    | Chillán Publik: 6 200<refname="Rapport"/> Domare: Carolina González (Chile) | Chillán Publik: 6 200<refname="Rapport"/> Domare: Carolina González (Chile) |

|             | 27 november 2008 | Norge | 0 – 3           | Brasilien                                                   | Estadio Francisco Sánchez Rumoroso                                            |                                                                               |
| 16:00 UTC−3 | 16:00 UTC−3      |       | (0 – 1) Rapport | 39′ Érika 80′ Daiane Moretti 83′ Pamela Faria da Silva Lima | Coquimbo Publik: 14 048<refname="Rapport"/> Domare: Érika Vargas (Costa Rica) | Coquimbo Publik: 14 048<refname="Rapport"/> Domare: Érika Vargas (Costa Rica) |
| 16:00 UTC−3 | 16:00 UTC−3      |       |                 |                                                             | Coquimbo Publik: 14 048<refname="Rapport"/> Domare: Érika Vargas (Costa Rica) | Coquimbo Publik: 14 048<refname="Rapport"/> Domare: Érika Vargas (Costa Rica) |
| 16:00 UTC−3 | 16:00 UTC−3      |       |                 |                                                             | Coquimbo Publik: 14 048<refname="Rapport"/> Domare: Érika Vargas (Costa Rica) | Coquimbo Publik: 14 048<refname="Rapport"/> Domare: Érika Vargas (Costa Rica) |

## Slutspel

### Slutspelsträd
|  | Kvartsfinaler | Kvartsfinaler |           |   | Semifinaler | Semifinaler |  |  | Final | Final |
|  |               |               |           |   |             |             |  |  |       |       |
|  |               |               |           |   |             |             |  |  |       |       |
|  |               |               |           |   |             |             |  |  |       |       |
|  | Nigeria       | 2             |           |   |             |             |  |  |       |       |
|  | Nigeria       | 2             |           |   |             |             |  |  |       |       |
|  | Frankrike     | 3             |           |   |             |             |  |  |       |       |
|  | Frankrike     | 3             | Frankrike | 1 |             |             |  |  |       |       |
|  |               |               | Frankrike | 1 |             |             |  |  |       |       |
|  |               | Nordkorea     | 2         |   |             |             |  |  |       |       |
|  | Japan         | Nordkorea     | 2         | 1 |             |             |  |  |       |       |
|  | Japan         |               |           | 1 |             |             |  |  |       |       |
|  | Nordkorea     | 2             |           |   |             |             |  |  |       |       |
|  | Nordkorea     | 2             | Nordkorea | 1 |             |             |  |  |       |       |
|  |               |               | Nordkorea | 1 |             |             |  |  |       |       |
|  |               | USA           | 2         |   |             |             |  |  |       |       |
|  | USA           | USA           | 2         | 3 |             |             |  |  |       |       |
|  | USA           |               |           | 3 |             |             |  |  |       |       |
|  | England       | 0             |           |   |             |             |  |  |       |       |
|  | England       | 0             | USA       | 1 |             |             |  |  |       |       |
|  |               |               | USA       | 1 |             |             |  |  |       |       |
|  |               | Tyskland      | 0         |   | Bronsmatch  | Bronsmatch  |  |  |       |       |
|  | Brasilien     | Tyskland      | 0         | 2 | Bronsmatch  | Bronsmatch  |  |  |       |       |
|  | Brasilien     |               |           | 2 |             |             |  |  |       |       |
|  | Tyskland      | 3             |           |   |             |             |  |  |       |       |
|  | Tyskland      | 3             | Frankrike | 3 |             |             |  |  |       |       |
|  |               |               |           |   |             |             |  |  |       |       |
|  | Tyskland      | 5             |           |   |             |             |  |  |       |       |
|  | Tyskland      | 5             |           |   |             |             |  |  |       |       |

### Kvartsfinaler
|             | 30 november 2008 | Nigeria                       | 2 – 3           | Frankrike                                                     | Estadio Francisco Sánchez Rumoroso                                         |                                                                            |
| 16:00 UTC−3 | 16:00 UTC−3      | Ebere Orji 13′ Joy Jegede 38′ | (2 – 1) Rapport | 2′ Julie Machart 49′ Eugénie Le Sommer 88′ Nora Coton-Pélagie | Coquimbo Publik: 12 363<refname="Rapport"/> Domare: Jennifer Bennett (USA) | Coquimbo Publik: 12 363<refname="Rapport"/> Domare: Jennifer Bennett (USA) |
| 16:00 UTC−3 | 16:00 UTC−3      |                               |                 |                                                               | Coquimbo Publik: 12 363<refname="Rapport"/> Domare: Jennifer Bennett (USA) | Coquimbo Publik: 12 363<refname="Rapport"/> Domare: Jennifer Bennett (USA) |
| 16:00 UTC−3 | 16:00 UTC−3      |                               |                 |                                                               | Coquimbo Publik: 12 363<refname="Rapport"/> Domare: Jennifer Bennett (USA) | Coquimbo Publik: 12 363<refname="Rapport"/> Domare: Jennifer Bennett (USA) |

|             | 30 november 2008 | USA                                         | 3 – 0           | England | Estadio Nelson Oyarzún Arenas                                                   |                                                                                 |
| 19:00 UTC−3 | 19:00 UTC−3      | Keelin Winters 53′ Sydney Leroux 81′, 90+4′ | (0 – 0) Rapport |         | Chillán Publik: 11 080<refname="Rapport"/> Domare: Jacqui Melksham (Australien) | Chillán Publik: 11 080<refname="Rapport"/> Domare: Jacqui Melksham (Australien) |
| 19:00 UTC−3 | 19:00 UTC−3      |                                             |                 |         | Chillán Publik: 11 080<refname="Rapport"/> Domare: Jacqui Melksham (Australien) | Chillán Publik: 11 080<refname="Rapport"/> Domare: Jacqui Melksham (Australien) |
| 19:00 UTC−3 | 19:00 UTC−3      |                                             |                 |         | Chillán Publik: 11 080<refname="Rapport"/> Domare: Jacqui Melksham (Australien) | Chillán Publik: 11 080<refname="Rapport"/> Domare: Jacqui Melksham (Australien) |

|             | 1 december 2008 | Japan              | 1 – 2           | Nordkorea                    | Estadio Bicentenario de La Florida                                            |                                                                               |
| 16:00 UTC−3 | 16:00 UTC−3     | Asano Nagasato 39′ | (1 – 1) Rapport | 22′ Cha Hu-Nam 60′ Ra Un-sim | La Florida Publik: 8 614<refname="Rapport"/> Domare: Tanja Schett (Österrike) | La Florida Publik: 8 614<refname="Rapport"/> Domare: Tanja Schett (Österrike) |
| 16:00 UTC−3 | 16:00 UTC−3     |                    |                 |                              | La Florida Publik: 8 614<refname="Rapport"/> Domare: Tanja Schett (Österrike) | La Florida Publik: 8 614<refname="Rapport"/> Domare: Tanja Schett (Österrike) |
| 16:00 UTC−3 | 16:00 UTC−3     |                    |                 |                              | La Florida Publik: 8 614<refname="Rapport"/> Domare: Tanja Schett (Österrike) | La Florida Publik: 8 614<refname="Rapport"/> Domare: Tanja Schett (Österrike) |

|             | 1 december 2008 | Brasilien                                         | 2 – 3           | Tyskland                                                | Estadio Germán Becker                                                         |                                                                               |
| 16:00 UTC−3 | 16:00 UTC−3     | Carolin Schiewe 38′ (sjm.) Adriane dos Santos 88′ | (1 – 1) Rapport | 44′ Sylvie Banecki 68′ Nathalie Bock 82′ Nicole Banecki | Temuco Publik: 12 854<refname="Rapport"/> Domare: Carol Anne Chenard (Kanada) | Temuco Publik: 12 854<refname="Rapport"/> Domare: Carol Anne Chenard (Kanada) |
| 16:00 UTC−3 | 16:00 UTC−3     |                                                   |                 |                                                         | Temuco Publik: 12 854<refname="Rapport"/> Domare: Carol Anne Chenard (Kanada) | Temuco Publik: 12 854<refname="Rapport"/> Domare: Carol Anne Chenard (Kanada) |
| 16:00 UTC−3 | 16:00 UTC−3     |                                                   |                 |                                                         | Temuco Publik: 12 854<refname="Rapport"/> Domare: Carol Anne Chenard (Kanada) | Temuco Publik: 12 854<refname="Rapport"/> Domare: Carol Anne Chenard (Kanada) |

### Semifinaler
|             | 4 december 2008 | Frankrike              | 1 – 2           | Nordkorea                         | Estadio Germán Becker                                                         |                                                                               |
| 16:00 UTC−3 | 16:00 UTC−3     | Nora Coton-Pélagie 51′ | (0 – 0) Rapport | 68′ Ri Un-hyang 90+3′ Ri Ye-gyong | Temuco Publik: 13 184<refname="Rapport"/> Domare: Carol Anne Chenard (Kanada) | Temuco Publik: 13 184<refname="Rapport"/> Domare: Carol Anne Chenard (Kanada) |
| 16:00 UTC−3 | 16:00 UTC−3     |                        |                 |                                   | Temuco Publik: 13 184<refname="Rapport"/> Domare: Carol Anne Chenard (Kanada) | Temuco Publik: 13 184<refname="Rapport"/> Domare: Carol Anne Chenard (Kanada) |
| 16:00 UTC−3 | 16:00 UTC−3     |                        |                 |                                   | Temuco Publik: 13 184<refname="Rapport"/> Domare: Carol Anne Chenard (Kanada) | Temuco Publik: 13 184<refname="Rapport"/> Domare: Carol Anne Chenard (Kanada) |

|             | 4 december 2008 | USA                       | 1 – 0           | Tyskland | Estadio Francisco Sánchez Rumoroso                                       |                                                                          |
| 19:00 UTC−3 | 19:00 UTC−3     | Bianca Schmidt 21′ (sjm.) | (1 – 0) Rapport |          | Coquimbo Publik: 15 548<refname="Rapport"/> Domare: Sachiko Baba (Japan) | Coquimbo Publik: 15 548<refname="Rapport"/> Domare: Sachiko Baba (Japan) |
| 19:00 UTC−3 | 19:00 UTC−3     |                           |                 |          | Coquimbo Publik: 15 548<refname="Rapport"/> Domare: Sachiko Baba (Japan) | Coquimbo Publik: 15 548<refname="Rapport"/> Domare: Sachiko Baba (Japan) |
| 19:00 UTC−3 | 19:00 UTC−3     |                           |                 |          | Coquimbo Publik: 15 548<refname="Rapport"/> Domare: Sachiko Baba (Japan) | Coquimbo Publik: 15 548<refname="Rapport"/> Domare: Sachiko Baba (Japan) |

### Bronsmatch
|             | 7 december 2008 | Frankrike                                         | 3 – 5           | Tyskland                                                    | Estadio Bicentenario de La Florida                                           |                                                                              |
| 15:30 UTC−3 | 15:30 UTC−3     | Marine Pervier 45+1′, 75′ Marie-Laure Delie 90+2′ | (1 – 3) Rapport | 10′, 29′, 31′ Marie Pollman 67′ Julia Simic 80′ Lisa Schwab | La Florida Publik: 12 000<refname="Rapport"/> Domare: Jennifer Bennett (USA) | La Florida Publik: 12 000<refname="Rapport"/> Domare: Jennifer Bennett (USA) |
| 15:30 UTC−3 | 15:30 UTC−3     |                                                   |                 |                                                             | La Florida Publik: 12 000<refname="Rapport"/> Domare: Jennifer Bennett (USA) | La Florida Publik: 12 000<refname="Rapport"/> Domare: Jennifer Bennett (USA) |
| 15:30 UTC−3 | 15:30 UTC−3     |                                                   |                 |                                                             | La Florida Publik: 12 000<refname="Rapport"/> Domare: Jennifer Bennett (USA) | La Florida Publik: 12 000<refname="Rapport"/> Domare: Jennifer Bennett (USA) |

### Final
|             | 7 december 2008 | Nordkorea        | 1 – 2           | USA                               | Estadio Bicentenario de La Florida                                                  |                                                                                     |
| 18:30 UTC−3 | 18:30 UTC−3     | Cha Hu-Nam 90+2′ | (0 – 2) Rapport | 23′ Sydney Leroux 42′ Alex Morgan | La Florida Publik: 12 000<refname="Rapport"/> Domare: Alexandra Ihringova (England) | La Florida Publik: 12 000<refname="Rapport"/> Domare: Alexandra Ihringova (England) |
| 18:30 UTC−3 | 18:30 UTC−3     |                  |                 |                                   | La Florida Publik: 12 000<refname="Rapport"/> Domare: Alexandra Ihringova (England) | La Florida Publik: 12 000<refname="Rapport"/> Domare: Alexandra Ihringova (England) |
| 18:30 UTC−3 | 18:30 UTC−3     |                  |                 |                                   | La Florida Publik: 12 000<refname="Rapport"/> Domare: Alexandra Ihringova (England) | La Florida Publik: 12 000<refname="Rapport"/> Domare: Alexandra Ihringova (England) |

## Slutställning
| Nr | Lag            | S | V | O | F | GM | IM | MS  | P  |
| -- | -------------- | - | - | - | - | -- | -- | --- | -- |
| 1  | USA            | 6 | 5 | 0 | 1 | 12 | 3  | +9  | 15 |
| 2  | Nordkorea      | 6 | 4 | 0 | 2 | 15 | 10 | +5  | 12 |
| 3  | Tyskland       | 6 | 4 | 0 | 2 | 16 | 9  | +7  | 12 |
| 4  | Frankrike      | 6 | 3 | 0 | 3 | 12 | 13 | −1  | 9  |
| 5  | Brasilien      | 4 | 3 | 0 | 1 | 13 | 5  | +8  | 9  |
| 6  | Japan          | 4 | 3 | 0 | 1 | 8  | 4  | +4  | 9  |
| 7  | Nigeria        | 4 | 2 | 1 | 1 | 8  | 6  | +2  | 7  |
| 8  | England        | 4 | 1 | 2 | 1 | 4  | 5  | −1  | 5  |
| 9  | Nya Zeeland    | 3 | 1 | 1 | 1 | 7  | 7  | 0   | 4  |
| 10 | Kina           | 3 | 1 | 1 | 1 | 2  | 2  | 0   | 4  |
| 11 | Kanada         | 3 | 1 | 0 | 2 | 5  | 4  | +1  | 3  |
| 12 | Norge          | 3 | 1 | 0 | 2 | 4  | 7  | −3  | 3  |
| 13 | Argentina      | 3 | 0 | 1 | 2 | 1  | 6  | −5  | 1  |
| 14 | Chile          | 3 | 0 | 0 | 3 | 3  | 8  | −5  | 0  |
| 15 | Mexiko         | 3 | 0 | 0 | 3 | 2  | 12 | −10 | 0  |
| 16 | Kongo-Kinshasa | 3 | 0 | 0 | 3 | 1  | 12 | −11 | 0  |